# Alteckendorf
Alteckendorf es una localidad y comuna de Francia del departamento del Bajo Rin, en la región de Alsacia.

## Demografía
| 619 | 618 | 648 | 661 | 705 | 746 |
| Para los censos de 1962 a 1999 la población legal corresponde a la población sin duplicidades (Fuente: INSEE [Consultar]) |     |     |     |     |     |